# ليف روزنثال
ليف روزنثال أو ليف روزينثال (بالإنجليزية: Rosenthal fiber)‏ هوَ حُزمة شبيهة بالديدان طَويلة سَميكة أو يوزينية (زهرية)، يتم العثور عليها عندَ صبغ الدماغ بواسطة صبغة الهيماتوكسيلين واليوزين وذلك عندَ وجود فساد دبقي عصبي طويل الأمد أو أورام عرضية أو بعض الاضطرابات الأيضية.

## الحالات المُرتبطة
يَرتبط وجود لَيف روزنثال مَع الورم النجمي شعري الخلايا (أكثر شيوعاً) أو مرض ألكساندر (مرض حثل المادة البيضاء النادر)، كما يَمكن العثور عليه في تكوين الداء الفوكوزيدي.

## التكوين
تَشمل مكونات ليف روزنثال عدداً من البروتينات الحمضية الليفية الدبقية.